# ديور
كريستيان ديور أو المعروفة أكثر باسم ديور (بالإنجليزية: Dior)‏ شركة فرنسية متخصصة بالسلع الفاخرة يرأسها رجل الأعمال برنارد أرنولت والذي يملك أيضاً شركة مويت هينيسي أل في أم أش - مويت هنسي لوي فيتون.
تأسست شركة ديور في 16 ديسمبر عام 1946 م على يد ال[مصمم] كريستيان ديور، اليوم الشركة تصمم الملابس والميكياج والأحذية والأزياء والإكسسوارات والمنتجات الجلدية والشنط الفاخرة، ولازالت تحافظ على عاداتها وتقاليدها حيث يوجد تصاميم من (المصمم المؤسس كريستيان ديور في الشركة) ويوجد أيضاً في الشركة تصاميم رجالية ونسائية ومنتجات للأطفال خاصة تباع في جميع أنحاء العالم.
شركة ديور ينافسها الكثير من الشركات المتخصصة بالأزياء مثل فيرزاتشي، غوتشي، برادا، وشانيل سفيرتها لعام 2024 المعروفة بأسم جيسو من فرقة بلاك بينك مغنيه كوريه تبلغ من العمر 29 عام

## التاريخ

### التأسيس
تأسست شركة ديور في 16 ديسمبر سنة 1946 م في «منزل خاص» في شارع 30 مونتين باريس ومع ذلك فإن شركة ديور الحالية تحتفل في تأسيسها بدأً من سنة 1947 م ! وتم دعم ديور مالياً من قبل رجل الأعمال الثري (مارسيل بوساك) وأصبحت جزءاً من «قطاع النسيج المتكامل رأسمالياً» من قبل بوساك وكانت مقرها في FFR وعدد موظفيها كانت 80 موظفاً فقط وكانت فرع لشركة "Boussac Saint-Freres S.A" المملوكه من قبل رجل الأعمال مارسيل بوساك على الرغم من ذلك السيد كريستيان ديور سمح لخصم جزء كبير من الارباح له بالرغم من سمعة بوساك السيئه وتم التفاوض مع بوساك من قبل كريستيان ديور بشأن الشركة

### النيولوك
في 12 شباط 1947 م أطلقت ديور المجموعة الأولى في ربيع وصيف 1947 م وظهر «90 نموذج من المجموعة الأولى في ست عارضات أزياء» وتم عرضها في صالونات من مقر الشركة الرئيسي في شارع 30 مونتين وكان اسم المجموعتين من الأزياء هم «سنت ودوج» و"HUIT" وتم عرض المجموعة الجديدة تحت اسم «نيولوك» في
هاربرز بازار الكرمل سنو، وكانت حقاً «نيولوك»! وكانت النماذج الازيائية من نمط عام 1912 م وتستخدم ديور 20 يارده من الاقمشه تحت التصميم والعرض وبمرور الوقت أصبحت «النيولوك» الرائده والأكثر شهره وشعبيه في العالم وأصبحت ملهم المصممين وعارضين الأزياء وأصبحت شخصيات مشهوره من أوروبا وهوليود الأكثر عملاء لهذه الشركة وبهذا استعادت باريس عاصمة الموضه في العالم مكانته بعد سقوط مكانتها هذي بعد الحرب العالمية الثانية ويرجع الفضل لنظرة ديور الجديدة في الموضه

### عطور ديور
تخالفت الآراء حول متى تم عرض أول مجموعه للعطور في شركة ديور اما 1947 أو 1948 ولكن حسب قول شركة ديور تم إطلاق أول مجموعه للعطور سنة 1947 م تحت اسم مس ديور أو ملكة جمال العالم ديور وحصدت شعبيه وثوره في صناعة العطور بعد إطلاق عطور مس ديور والتي سميت بعدها كاثرين ديور (شقيقة كريستيان ديور) التي يملك نسبة 25% من الشركة ومدير العطور كوتي كان يملك نسبة 35% وبوساك مارسيل يملك نسبة 40% وقدم بيير كاردان رئيس ورشة عمل ديور من سنة 1947 حتى 1950 في سنة 1948 تم تأسيس فرع من ديور في نيويورك وكانت الحدث التاريخي للشركة وشركة ديور كانت تريد ان "تنشأ الملابس الفاخره في نيويورك في شارع 5 وشارع57 وهو الأول من نوعه وفي عام 1948 و1949 تم الإفراج عن عطور ديوراما والتي صنعت في 1949 وكانت ارباحها 12.7 مليون

### التوسع ووفاة ديور
بدأت الانتشار من فرنسا بحلول نهاية عام 1949 م مع افتتاح بوتيك كريستيان ديور في مدينة نيويورك بحلول نهاية هذا العام قد قدمت ازياء ديور نحو 75% من صادرات الأزياء في باريس و5% من عائدات الصادرات الفرنسية الإجماليه.
وفي عام 1950 م وضع جاك روت المدير العام لديور برنامج الترخيص لوضع اسم «كريستيان ديور» واضحاً في مجموعه متنوعه من السلع لقد وضعت المجموعة الأولى على ربطات العنق ووضعت في وقت قريب على الجوارب والقبعات والقفازات والفراء وحقائب اليد والشنط والمجوهرات والملابس الداخلية والأوشحة وندد أعضاء غرفة تصميم الأزياء على انها شي مهين وبالرغم من ذلك فقد زادت الارباح لذلك فقد تم وضع الاسم «لعدة عقود».
وأيضاً في عام 1950 كان كريستيان ديور المصمم الحصري لمارلين ديتريش في فيلم «رهبة المسرح» وفي عام 1951 صدر كتابة الأول ديور في دور النشر والطباعة وتم إنشاء نماذج محدوده في لندن عام 1952 وفي عام 1953 تم إطلاق حذاء ديور الأول بمساعدة من فيفيير روجر.
وعملت الشركة موقعاً راسخاً في كوبا وكندا والمكسيك وإيطاليا في حلول نهاية عام 1953 م.
وفي منتصف 1950 حظت إمبراطورية الأزياء ديور باحترام وتقدير وفي عام 1954 تم افتتاح فرع في شارع 9 Counduit على شرف الأميرة مارجريت ودوقة مارلبورو وأقيم عرض للأزياء في قصر Blemhein في عام 1954 أيضاً. وبدأت تصاميم كريستيان ديور الأكثر نجاحاً بين سنوات 1954 إلى 1957.
وديور فتحت فرع غراندي في الزاوية بين شارع وشارع مونتين فرانسوا امام هيئة الأنصاف والمصالحة في عام 1955 وانتجت احمر الشفاه لأول مره عام 1956 وصنع 14 فستان للممثله آفا غاردنر في عام 1956 على يد كريستيان ديور لفيلم«(ليتل هت) إخراج مارك روبسون».
وظهر كريستيان ديور على غلاف مجلة التايم بتاريخ 4 مارس 1957 م وبعدها بفترة قليله توفي على اثر ازمه قلبيه عام 1957 م وأُعتبر كريستيان ديور من أكثر الشخصيات عبقريه وتأثيراً في عالم الموضة والأزياء.

### ديور بدونكريستيان ديورمن 1957 إلى 1970
ترك وفاة المصمم ورئيس مجلس إدارة ديور حاله من الفوضى العارمه في الشركة وكانت فكرة إغلاق محلات ديور في العالم محتمله من قبل المدير العام لشركة ديور جاك روت وكان الاستقرار المالي مهم جداً بالنسبة لجاك روت ولذلك عين ايف صاحب ال21 سنه لمدير فني في الشركة بنفس العام وانضم أيضاً لوران إلى شركة ديور عام 1955 م واثبت بكل جداره انه تم اختيار الانسب في شركة ديور بعد إطلاق مجموعته الأولى لديور عام 1958 م قدم الملابس الرائعة التي تتناسب تماماً لمستوى ديور منها الاقمشه الأكثر ليونه واخف وزناً والأسهل ارتداءاً وكان سان لوران هو الذي قفز بشركة ديور إلى النجاح مره أخرى وأصبحت تصاميمه أكثر جرأه وبلغت نجاحها وطلوعها في عام 1960 م وغضب مارسيل بوساك عندما اضطر سان لوران إلى دخول الجيش الفرنسي ومغادرة شركة ديور وترك سان لوران الشركة بدون أي اعتراض من قبل الإدارة بعد الانتهاء من إطلاق مجموعاته الستة.
تم استبدال المصمم سان لوران بالمصمم مارك بوهان في اواخر 1960 م غرس اسلوب بوهان المحافظ على المجموعات وكان له الفضل على تسمية ديور "في الملابس الفاخره والراقيه" وقالو بإنه "انقذ الشركة" وكانت تصاميم بوهان جيده جداً واعجب بها شخصيات بارزه مثل "الممثلة إليزابيث تايلور وأيضاً أطلق عطر ديور "ديورلينج" سنة 1963 م والعطر الرجالي "اوو سوفاج" سنة 1966 م واطلق أول مجموعه لـ"مس ديور" أو "ملكة جمال ديور" جاهزه للارتداء سنة 1967 م.
وفي اعقاب سنة 1970 م شن بوهان مجموعة ملابس كريستيان ديور وتم تزيين فرع ديور الجديد بواسطة «غاي اولينتي» وتم إطلاق عطور «ديوريلا» سنة 1972 م وأيضاً إطلاق مجموعة فراء كريستيان ديور سنة 1973 م وتم صناعة المجموعة بترخيص في الولايات المتحدة وكندا واليابان
وتم إطلاق ساعات ديور الأولى تحت اسم «القمر الأسود» في سنة 1975 م بالتعاون مع بونيدوم وفي عام 1979 م أطلق عطور «ديوريسينس».

### وصول رجال الأعمالبرنارد أرنولت
في عام 1980 م اطلقت مجموعة العطور الرجاليه «جولز» وبعد هذه المجموعة أعلن افلاس ويلوت وفي عام 1981 م اشترى برنارد أرنولت ومجموعته الاستثماريه «اسهم من الشركة» وفي عام 1984 أطلق مجموعة عطور «السموم» وفي عام 1985 م أصبح برنارد أرنولت الرئيس التنفيذي والعضو المنتدب في الشركة وفي ظل أرنولت تغير مسار الشركة تغيير جذري نحو الأفضل وفي عام 1988 م أراد ارنولت دمج شركة مويت هينيسي لشركة ديور واشترى حصة من الاسهم بنسبة 32% وأراد أن تكون من الشركات الرائده في صناعة المنتجات الفاخره والأكثر نفوذاً في العالم في إطار هذا الاندماج وفي عام 1989 م تم افتتاح فرع في هاواي وحصة ارنولت ارتفعت بنسبة 44%.
وفي عام 1990 م تم افتتاح افرع كثره في مدينة نيويورك، لوس انجليس، ومناطق التسويق في طوكيو وارتفعت حصة ارنولت إلى 46% واطلق اخر مجموعة من ساعات «باكيرا» في عام 1990 م مستوحاه من تصميم «القمر الأسود» وفي عام 1990 م أصبح دخل شركة ديور 129.3 مليون دولار ومع صافي الدخل 22 مليون دولار وانقسمت منتجات شركة ديور إلى ثلاث فئات 1ملابس النساء الجاهزه، الملابس الداخلية، ملابس الأطفال 2الاكسسوارات والمجوهرات 3ملابس الرجال وأصبحت هي المسيطره على سوق الملابس ومن أشهر العلامات التجارية وافتتحت افرع في هونج كونغ وسنغافورة وكان وكيكي بالإضافة إلى المخازن الأساسية في نيويورك وهاواي وباريس وجنيف وفي عام 1992 م تحت اشراف باتريك لافويكس تم استئناف عطر ديور «ملكة جمال العالم».
وفي عام 1995 م تم الإفراج عن نموذج «لا باريسين» وبحلول ذلك العام ارتفعت الإيرادات إلى 177 مليون دولار مع صافي الدخل 26.9 مليون دولار وتحت تأثير آنا ينتور رئيس التحرير تم تعيين المصمم البريطاني جون غاليانو من قبل الرئيس التنفيذي أرنولت ليحل مكان جيانفرانكو فيري في عام 1997 م وتم مقارنته من قبل الرئيس أرنولت وقال «ان غاليانو لديه موهبه خلاقه مثل كريستيان ديور لديه تصاميم غير عاديه ! ويجد المرء اوجه الشبه بين نمط كريستيانو وغاليانو» وآثار غاليانو مزيد من الاهتمام وقدم عروض ازياء مثيره للجدل مع شركة ديور مثل «عرض بلا مأوى» وفي عام 1997 م اقدم الرئيس التنفيذي برنارد أرنولت على تجديد الترخيص لفتح محل في سيدني.
وفي مايو 1998 م تم افتتاح فرع ديور اخر في باريس وفي هذه الأثناء أصبح فيكتوار دو كاستيلان مصمم المجوهرات الجميلة في ديور وأول فرع افتتح للمجوهرات كان في مدينة نيويورك في هذا العام وباريس شهدت افتتاح فرع للمجوهرات في العام التالي وتم إصدار عطر "J'adore" في عام 1999 م وفي ربيع وصيف 2000 م شهد عرض ازياء من قبل تصاميم غاليانو.
في حين ان غيرها من العلامات التجارية في عام 1990 ولاسيما غوتشي لجأت إلى الملابس الخليعه الانيقه كوسيله لجذب الانتباه وذلك اثر في شركة ديور واستعاد غاليانو حملات إعلانيه مكثقه للملابس الانيقه الخليعه وإعلانات غوتشي ظهرت بفتاة اباحيه عليها شعار غوتشي كما أن غاليانو أحدث ثوره إعلانيه لشركة ديور من خلال تصاميمه.
وفي 17 تموز 2000 م تم استبدال مصمم المجوهرات باتريك لافويكس بالمصمم هادي سليمان وصمم العديد من الساعات والمجوهرات وترك هادي الشركة في عام 2007 وحل محله كريس فان.

## إنتقاد
انتقد مجموعة من المنتقدين كريستيان ديور في عرض ازياء إنغا من خلال عرض نموذج من الملابس بإنها ملابس صغيره جداً وتظهر جسد المرأة بشكل مخز وسيئ. ووجهت الكثير من الانتقادات للمصمم غاليانو من خلال عرض الأزياء الذي قدمه.

## فضيحة غاليانو
في 23 فبراير 2011, ظهرت فضيحة للمصمم غاليانو بعد الشرب في باريس أطلق تعليقات معاديه للساميه وتم التقاط تصوير للمصمم غاليانو تحت تأثير الكحول قائلاً «أنا أحب هتلر» وقال أيضاً موجهاً حديثه لليهود «امثالكم المفروض موتى الآن آبائكم تم قتلهم بالغاز» وزعم امين المعرض تلك الليلة بإنه اهانه لفظياً وصديقته وعلقت الممثلة ناتالي بورتمان التي عينت كالوجه الجديد لعطر مس ديور شيري بإنه اسلوبه مثيراً للإشمئزاز ونموذج اخر للممثله ايفا غرين علقت قائله عن الحادث «في بعض الاحياء ترتكب الأخطاء دون قصد ولا اعتقد بإنه معادي للساميه انا يهوديه ولا اعتقد بإن لديه شيء ضد اليهود ربما قال هذا نتيجه لسكره» وفي 25 شباط اعلنت ديور بإن غاليانو على ذمة التحقيق وان «سياسة الشركة لا تسامح أي موظف معادي للساميه» ووفق القانون الفرنسي فإنه مجرم لتصريحاته المعاديه للساميه وتصل عقوبتها إلى ستة أشهر في السجن.
وفي مارس 2011 اعلنت شركة ديور بإنها فصلت غاليانو رسمياً من الشركة بسبب فضيحة معاداته للساميه.

## ملكية الأسهم
في نهاية عام 2010 م كان المساهم الرئيسي الوحيد في شركة ديور مجموعة ساس أرنولت الشركة القابضه المملوكه لعائلة برنارد أنولت
وبلغت سيطرت المجموعة على 69.9% من اسهم شركة ديور و82,86% من حقوق التصويت فيها واعتبرت الاسهم المتبقيه هي للتداول الحر.
عقدت اسهم ديور ساس على 42,36% من اسهم اتش و و59,01% من حقوق التصويت فيها في نهاية 2010 عقد أرنولت 5,28% من الاسهم 4,65% من الاسهم المباشرة.

## مواقع البيع بالتجزئة
ويوجد في الشركة 210 فرع في جميع انحاء العالم احصائية شهر سبتمبر سنة 2010
الافرع في العالم
- - آسيا:108
- أفريقيا:1 (الدار البيضاء، المغرب)
- منطقة البحر الكاريبي:1 (سان خوان، بورتوريكو)
- أوروبا:45
- الشرق الأوسط:8
- أمريكا الشمالية:48 (الولايات المتحدة، كندا، المكسيك)
- أوقيانوسيا:6
- أمريكا الجنوبية:2